# Mons Maenalus
Mons Maenalus (z łac. „Góra Maenalus”) – historyczny gwiazdozbiór leżący w południowej części obecnej konstelacji Wolarza. Przedstawiał górę w Arkadii, nazwaną imieniem herosa Majnalosa, na której stała postać Wolarza. Został stworzony w 1687 roku przez Jana Heweliusza. Richard Hinckley Allen wskazał na podobieństwo tego przedstawienia do starożytnego hinduskiego wyobrażenia boga słońca, reprezentowanego przez gwiazdozbiór Herkulesa (a nie sąsiedniego Wolarza), który mozolnie wspina się na górę, aby zdobyć Wegę, ale nie ma dowodu, że było to inspiracją dla Heweliusza. Mons Maenalus był najczęściej traktowany jako asteryzm w gwiazdozbiorze Wolarza, a nie samodzielna konstelacja.